# Oribatella phyllophora
Oribatella phyllophora är en kvalsterart som beskrevs av Jeleva 1962. Oribatella phyllophora ingår i släktet Oribatella och familjen Oribatellidae. Inga underarter finns listade i Catalogue of Life.